# ابرامان
ابرامان (به انگلیسی: Aberaman) یک منطقهٔ مسکونی در بریتانیا است که در روندا کاینون تاو واقع شده‌است. ابرامان ۹٬۸۶۵ نفر جمعیت دارد.